# Sh2-262
Sh2-262 è una nebulosa a emissione visibile nella costellazione di Orione.
Si individua nella parte nordoccidentale della costellazione, circa a metà strada fra la brillante Bellatrix (γ Orionis) e π4 Orionis, leggermente più prossima a quest'ultima. La sua declinazione non è particolarmente settentrionale e ciò fa sì che essa possa essere osservata agevolmente da entrambi gli emisferi celesti, sebbene gli osservatori dell'emisfero boreale siano più avvantaggiati; il periodo in cui raggiunge la più alta elevazione sull'orizzonte è compreso fra i mesi di ottobre e febbraio.
Trovandosi alla distanza di circa 900 parsec (2900 anni luce), la nube appare a una distanza paragonabile alla Regione di Lambda Orionis, una grande regione H II in cui ha luogo la formazione stellare di stelle di media e grande massa; a questa regione è anche associata la più grande Sh2-265, visibile a nordest. Essendo stata poco studiata, altri dettagli come la stella responsabile della ionizzazione dei gas non sono ben noti.